# 權近
權近（：／，1352年—1409年），高麗末期至朝鮮初期早期理學家，出身安東權氏，他是李穡的學生，也是朝鲜王朝第一位理學字，對後世有重要影嚮力。
他是高麗末期高麗從佛學轉向理學的重要人物，十四歲時通過科舉，後來前往元朝，六年後帶理學返回高麗，在士大夫中形成新思想並有助建立朝鲜。
他也有對朝鮮科舉制度內容作改革。

## 著作
- 入學圖說
- 五經淺見錄
- 四書五經口訣
- 勸學事宜八條
- 東國史略
- 臺諫職任事目
- 禮記淺見錄
- 霜臺別曲
- 陽村集